# Бойня на Нуэсесе
Бойня на Нуэсесе (англ. Nueces massacre) — боестолкновение между солдатами сил Конфедерации и техасскими немцами, произошедшее в период Гражданской войны 10 августа 1862 года в округе Кинни, штат Техас.

## Предыстория
Множество немцев центрального Техаса были уроженцами германских государств. И хотя у них было некоторое количество рабов, они были склонны поддержать Союз. Гиллеспи и другие округа техасского холмогорья проголосовали против сецессии.
Столкнувшись с необходимостью пополнения своей армии, Конфедерация объявила призыв. Не желавшие сражаться против Союза немцы воспротивились призыву. Весной 1862 года правительство инициировало воинскую повинность для жителей Техаса. Наиболее убеждёнными сторонниками Союза в Техасе были теханос и техасские немцы. Обе этнические группы были из центрального Техаса и округов Техасского холмогорья: Гиллеспи, Керр, Кендалл, Медина и Бехар.
Реагируя на проявления неповиновения в этих округах, власти Конфедерации ввели на территории центрального Техаса режим военного положения. В таких условиях многие немцы из этих регионов решили уйти в Мексику, чтобы не быть призванными в армию. В августе группа техасских немцев из округов Техасского холмогорья, пытавшихся бежать в Мексику, была настигнута кавалерией конфедератов у реки Нуэсес.

## Бой
Немцы под предводительством майора Фрица Тегенера расположились лагерем на западном берегу реки, приблизительно в двадцати двух милях от Форт-Кларка в округе Кинни. Лагерь не был подготовлен к защите, дозоры отсутствовали. Конфедераты в составе 94 человек, под руководством лейтенанта Си Ди Макрея, обнаружили его во второй половине дня 9 августа 1862 года. Обстрел лагеря начался на следующее утро за час до рассвета. В ходе боя 19 из 61—68 немцев-юнионистов было убито, девятеро — ранено. Раненые спустя несколько часов после битвы были казнены. У конфедератов погибло двое, ещё восемнадцать, включая Макрея, было ранено. Из бежавших с поля боя немцев 8 были убиты конфедератами при попытке пересечь государственную границу с Мексикой 18 октября 1862 года, 11 немцев вернулись домой. Остальные смогли пробраться в Калифорнию или Мексику. Некоторые из выживших впоследствии вступили в ряды милиции, охранявшей территории округов Кендалл, Гиллеспи и Керр от набегов индейцев и действий конфедератов. В конце концов они присоединились к силам Союза, расквартированным в Новом Орлеане.

## Память

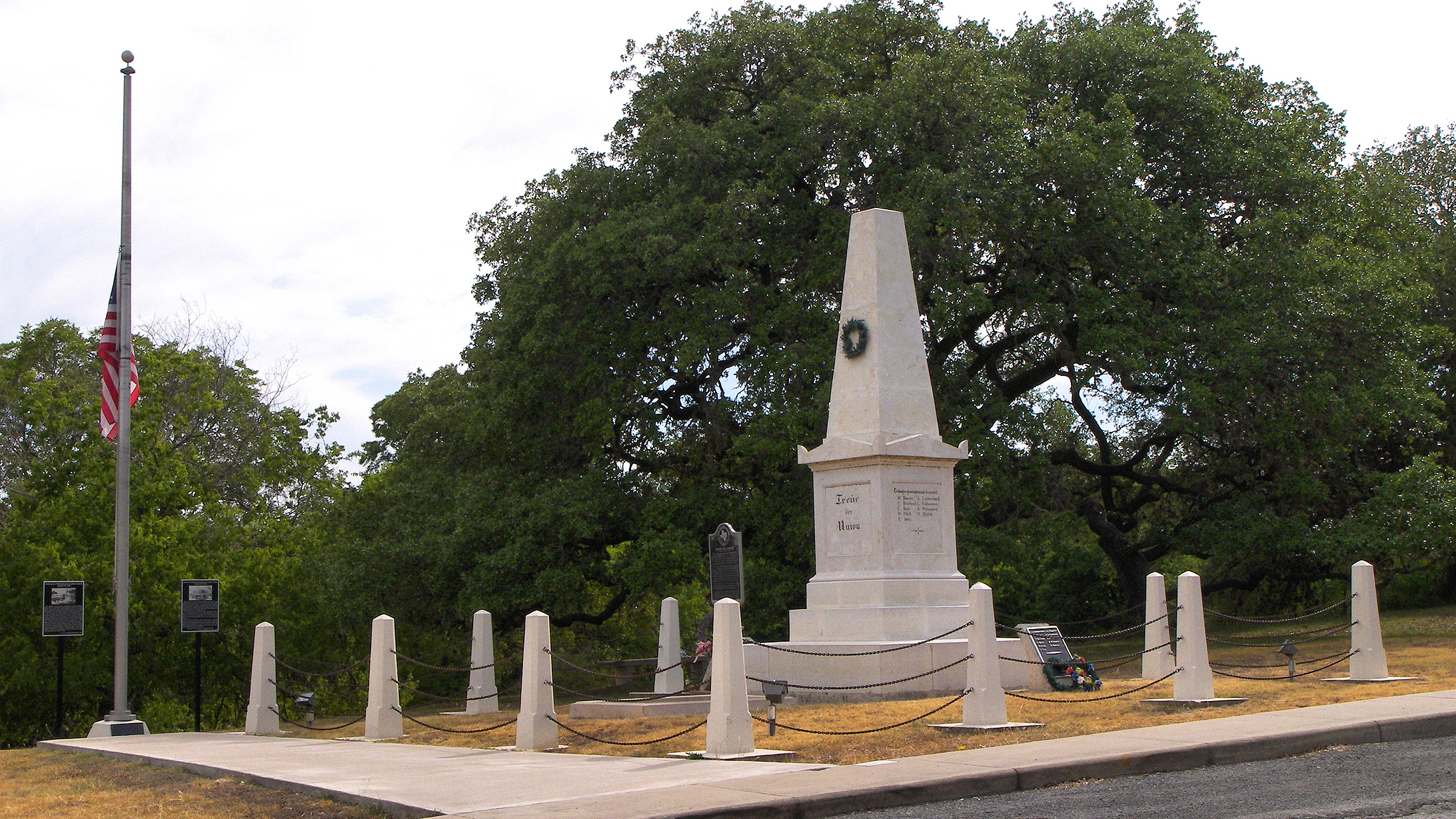
Общий вид мемориала «Treue der Union».

После войны останки юнионистов, погибших в битве, были собраны и преданы земле в Комфорте. К четырёхлетию сражения, 10 августа 1866 года, был открыт мемориал «Treue der Union» («Верность Союзу») памяти немцам и одному испанцу, погибших в этом столкновении и последующих действиях. За пределами национальных кладбищ это — единственный памятник приверженцам Союза на территории Конфедеративных Штатов Америки и старейший монумент событиям Гражданской войны в штате Техас. Кроме того, этот мемориал является одним из шести мест в США, где национальный флаг постоянно приспущен на середину флагштока.